# Gaspésie
Gaspésie (fr. Péninsule de la Gaspésie, ang. Gaspé Peninsula) – półwysep w Kanadzie, między ujściem Rzeki Świętego Wawrzyńca a zatoką Baie des Chaleurs.
Półwysep Gaspé słynie ze swego wspaniałego wybrzeża oraz malowniczego krajobrazu. Ten półwysep to miejsce, gdzie ostrymi urwiskami oraz klifami kończą się góry Chic-Choc. We wschodniej części półwyspu Gaspé dominują gęste lasy sosnowe. Przez ten półwysep przepływają liczne rzeki, a także leżą na nim liczne jeziora. Mieszkańcy półwyspu zajmują się rybołówstwem.

## Dane liczbowe
- długość: 240 km[1]
- max. wysokość: 1268 m n.p.m.[1]
- powierzchnia ok. 29 000 km²[1]

## Główne miasta na półwyspie
- Gaspé
- Cap-Chat
- Matane
- Percé
- Chandler.